# 1951 Lick
Lick (asteroide 1951, com a designação provisória 1949 OA) é um asteroide cruzador de Marte. Possui uma excentricidade de 0.0616359 e uma inclinação de 39.09154º.
Este asteroide foi descoberto no dia 26 de julho de 1949 por Carl Alvar Wirtanen em Lick.